# Textile Gestaltung
Textile Gestaltung oder auch Textilgestaltung ist die bewusste, verändernde Einflussnahme auf die ästhetische Erscheinung textiler Materialien und Objekte. Es betrifft sowohl die Gestaltung von textilen Materialien, als auch die Gestaltung mit textilen Materialien mittels gewählter Technik, Material und Farbigkeit. Die Textilgestaltung findet Einsatz im Bereich der bildenden Kunst und der angewandte Kunst, wie beispielsweise der Mode und ist ein Schul- und Ausbildungsfach.

## Bereiche der Textilgestaltung
Die Textile Gestaltung bedient sich als Gestaltungsgrundlage der Kulturtechniken und Handarbeitstechniken im textilen Bereich.
Herstellung textiler Fäden, textiler Flächen und dreidimensionaler textiler Körper/ Objekte
| - Spinnen - Zwirnen - Nass- und Nadel-Filzen - Weben | - Wirken - Klöppeln - Häkeln - Stricken | - Nadelbinden - Makramee - Flechten - Kumihimo | - Scoubidou - Knoten - Occhi - Sprang |

Verarbeitung von textilen Flächen (vorwiegend durch deren Zusammennähen)
- Handnähen
- Maschinennähen
- Patchwork
- Quilt

Oberflächengestaltung von textilen Flächen und dreidimensionalen textilen Körpern
| - Schnüren - Applizieren - Bedrucken - Bemalen - Batik | - Knüpfen - Sticken (frei und fadengebunden) - Durchbrucharbeiten - Bildwirkerei |

## Textilgestaltung als Ausbildung/Studium
Verpflichtend gelehrt wird die Textile Gestaltung in Bayern, Österreich und der Schweiz bereits in der Grundschule, im Zusammenspiel mit dem Werkunterricht.
Als Studienfach wird es an Hochschulen, Kunsthochschulen und Fachakademien gelehrt. In Bayern findet eine weiterführende Ausbildung auch am ISB statt.

## Kunstpreise
- »Klaus Oschmann Preis«, FormART-Preis[2]
- Bayerischer Staatspreis für Nachwuchsdesigner